# Медиастиноскопия
Медиастиноскопи́я (от лат. mediastinum  — средостение и др.-греч. σκοπέω — смотрю, рассматриваю, наблюдаю) — метод прямого визуального и пальпаторного исследования передневерхнего средостения, предоставляющий возможность оценить состояние паратрахеальных, верхних и нижних (бифуркационных) трахеобронхиальных лимфатических узлов, трахеи, начальных отделов главных бронхов, а также магистральных сосудов, произвести пункционную или прямую биопсию лимфоузлов.

## История
Датой рождения медиастиноскопии в современном виде считается 1959 год, когда E. Carlens опубликовал свою работу: автор использовал путь через ярёмную вырезку вдоль по трахее до бифуркации. В Советском Союзе впервые медиастиноскопия была выполнена В. Л. Маневичем через 2 года (1961 год) после первой публикации Carlens.

## Показания
- предположение о метастазах в лимфоузлах корней лёгких и средостения при гистологически подтверждённом мелкоклеточном раке лёгкого;
- предположение о медиастинальной форме рака лёгкого;
- подозрение на двусторонние метастазы рака в лимфоузлах корней или на наличие метастазов в лимфоузлы корня противоположной стороны;
- медиастинальная лимфаденопатия при клинической и инструментальной картине злокачественной опухоли лёгкого, но без морфологической верификации диагноза;
- наличие ангиографических признаков вовлечения в процесс верхней полой вены;
- проведение неоадъювантной терапии по научным протоколам[2].

## Противопоказания
- неспособность пациента разогнуть шею[3].

## Описание
Метод обезболивания: Интубационный комбинированный наркоз.
Положение больного на столе: На спине; под плечи больного подкладывается валик, что даёт возможность приподнять его шею и резко запрокинуть голову кзади.
Техника выполнения: Поперечный разрез кожи длиной 4—5 см над ярёмной вырезкой грудины, отступя на 1,5-2 поперечных пальца. Подкожная мышца шеи пересекается, лигируются и рассекаются пересекающие среднюю линию шеи вены. Грудино-подъязычная и грудино-щитовидная мышцы отсепаровываются друг от друга, разводятся крючками в противоположные стороны. Перешеек щитовидной железы отводится вверх, что позволяет визуализировать трахею. Через образовавшееся пространство в претрахеальную клетчатку заводится указательный палец левой руки, который проводится в средостение путём тупого разъединения рыхлых тканей. Пальцем пальпируют возможно локализующиеся впереди и рядом с трахеей патологические образования (опухоли, увеличенные лимфатические узлы, вилочковая железа). После извлечения пальца в образовавшийся таким образом канал между рыхлыми тканями средостения заводят медиастиноскоп. Производится осмотр анатомических образований переднего средостения, расположенных здесь групп регионарных лимфатических узлов. При помощи иглы или биопсийных щипцов патологически изменённые или подозрительные в этом отношении ткани и лимфоузлы забираются для морфологического исследования. Медиастиноскопия завершается гемостазом, наложением швов на рану. 

## Осложнения
Основными из них являются:
- пневмоторакс;
- нагноение послеоперационной раны;
- аритмия;
- парез возвратного нерва;

Более редкие:
- кровотечение;
- ранение трахеи;
- повреждение пищевода;
- медиастинит.